# Ndwedwe (gmina)
Ndwedwe – gmina w Republice Południowej Afryki, w prowincji KwaZulu-Natal, w dystrykcie iLembe. Siedzibą administracyjną gminy jest Ndwedwe.